# Olivier Gui
Olivier Gui (ur. 20 stycznia 1962 w Tours) – francuski lekkoatleta specjalizujący się w biegach płotkarskich i sprinterskich.
Największy sukces w karierze odniósł w 1981 r. w Utrechcie, zdobywając na mistrzostwach Europy juniorów srebrny medal w biegu na 400 metrów przez płotki (uzyskany czas: 50,63). Wystąpił również w finałowym biegu sztafetowym 4 × 400 metrów, w którym reprezentanci Francji zajęli 5. miejsce (uzyskany czas: 3:08,97). W 1982 r. wystąpił na rozegranych w Atenach mistrzostwach Europy – w biegu eliminacyjnym na 400 m ppł zajął 6. miejsce (uzyskany czas: 52,39) i nie awansował do półfinału.
Trzykrotnie zdobył złote medale lekkoatletycznych mistrzostw Francji: dwukrotnie na stadionie – w biegu na 400 m ppł (1985, 1988) oraz w hali – w biegu na 400 m (1986).
Rekord życiowy w biegu na 400 m ppł – 49,34 (1985)